# Arctica islandica

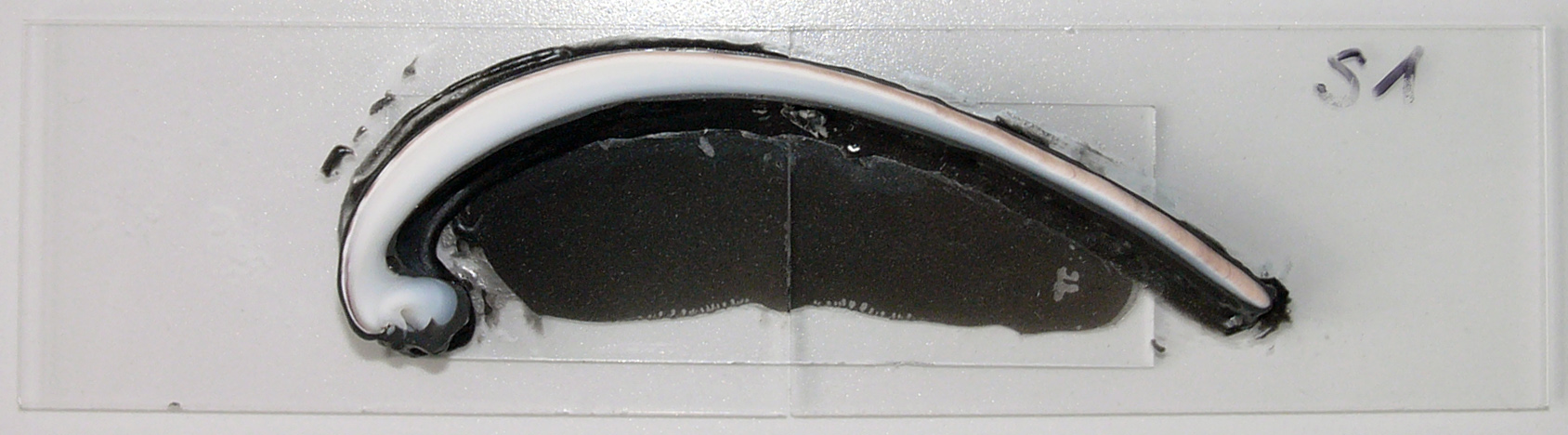
Guscio sezionato per lo studio delle strisce di accrescimento

La vongola artica (Arctica islandica (Linnaeus, 1767)) è un mollusco bivalve marino commestibile originario dell'Atlantico settentrionale.
La conchiglia è di forma rotondeggiante, di colore nero. Questi animali mostrano un'eccezionale longevità, tanto che è stato riportato il caso di un esemplare, soprannominato Ming, la cui età stimata è di 507 anni.